# Граничное (Кабардино-Балкария)
Грани́чное — село в Прохладненском районе Кабардино-Балкарской Республики. Входит в состав муниципального образования «Сельское поселение Красносельское».

## География
Селение расположено в северной части Прохладненского района, недалеко от административной границы республики со Ставропольским краем. Находится в 2,5 км к северу от центра сельского поселения — Красносельское, в 27 км к северу от районного центра Прохладный и в 80 км к северо-востоку от города Нальчик.
Граничит с землями населённых пунктов: Гвардейское на юго-востоке, Красносельское на юге, Придорожное на северо-западе и со станицей Советская Ставропольского края на севере.
Населённый пункт расположен на наклонной Кабардинской равнине, в равнинной зоне республики. Средние высоты на территории села составляют 234 метров над уровнем моря. Рельеф местности в основном представляет собой слабо-волнистые территории, с общим уклоном с запада на восток и без резко выраженных колебаний относительных высот.
Гидрографическая сеть на территории села представлено слабо. К югу от села проходит Правобережный канал. На северо-востоке расположены озёра-пруды. На севере протекает река Кура.
Климат влажный умеренный. Среднегодовая температура воздуха положительная и составляет около +10,5°С. Среднемесячная температура воздуха в июле достигает +23,0°С, в январе она составляет около -2,5°С. Среднегодовое количество осадков составляет около 500 мм. Отрицательное влияние на климат оказывают относительная близость Терско-Кумской степи и полупустыни Северного Прикаспия. В конце лета возможны суховеи, дующие со стороны Прикаспийской низменности.

## История
Хутор Котляревский был основан в 1920 году. В административном отношении входил в состав Советского сельсовета Прохладненского района Терского округа.
В 1963 году на базе хутора Котляревский и 2-го отделения совхоза было образовано селение Граничное, которое в административном отношении было включено в состав Зерносовхозского сельсовета.

## Население
| 2002 | 2010 | 2021 |
| ---- | ---- | ---- |
| 325  | ↗434 | ↘426 |

Национальный состав
По данным Всероссийской переписи населения 2010 года:
| Народ    | Численность, чел. | Доля от всего населения, % |
| -------- | ----------------- | -------------------------- |
| русские  | 348               | 80,2 %                     |
| балкарцы | 47                | 10,8 %                     |
| турки    | 21                | 4,8 %                      |
| другие   | 18                | 4,2 %                      |
| всего    | 434               | 100 %                      |

По данным Всероссийской переписи населения 2021 года:
| Народ             | Численность, чел. | Доля от всего населения, % |
| ----------------- | ----------------- | -------------------------- |
| русские           | 348               | 81,69 %                    |
| балкарцы          | 35                | 8,22 %                     |
| турки             | 27                | 6,34 %                     |
| другие/не указано | 16                | 3,75 %                     |
| всего             | 426               | 100,0 %                    |

Половозрастной состав
По данным Всероссийской переписи населения 2010 года:
| Возраст     | Мужчины, чел. | Женщины, чел. | Общая численность, чел. | Доля от всего населения, % |
| ----------- | ------------- | ------------- | ----------------------- | -------------------------- |
| 0 — 14 лет  | 34            | 36            | 70                      | 16,1 %                     |
| 15 — 59 лет | 150           | 148           | 298                     | 68,7 %                     |
| от 60 лет   | 24            | 42            | 66                      | 15,2 %                     |
| Всего       | 208           | 226           | 434                     | 100,0 %                    |

Мужчины — 208 чел. (47,9 %). Женщины — 226 чел. (52,1 %).
Средний возраст населения — 37,1 лет. Медианный возраст населения — 35,6 лет.
Средний возраст мужчин — 36,1 лет. Медианный возраст мужчин — 33,2 лет.
Средний возраст женщин — 38,9 лет. Медианный возраст женщин — 37,7 лет.

## Инфраструктура
На территории села действует одно дошкольное учреждение. Другие объекты социальной инфраструктуры расположены в центре сельского поселения — селе Красносельское.

## Улицы
На территории села зарегистрировано 5 улиц:

| Гагарина |
| Зелёная  |

| Пушкина |
| Свободы |

| Степная |